# Videografia de Banda Calypso
A videografia de Banda Calypso, uma banda musical brasileira, consiste em doze álbuns de vídeo (oito oficiais, dois promocionais e duas coletâneas musicais) e quinze vídeos musicais (incluindo dois como artista convidado).

## Álbuns de vídeo
| Álbum                                            | Detalhes                                                                                           | Melhores posições | Vendas         | Certificações   |
| Álbum                                            | Detalhes                                                                                           | BRA Anual         | Vendas         | Certificações   |
| ------------------------------------------------ | -------------------------------------------------------------------------------------------------- | ----------------- | -------------- | --------------- |
| Ao Vivo                                          | - Lançamento: novembro de 2003 - Formato(s): DVD - Gravadora(s): Calypso Produções                 | —                 | - : 600.000+   | - : 2× Diamante |
| Banda Calypso na Amazônia                        | - Lançamento: fevereiro de 2005 - Formato(s): DVD - Gravadora(s): Calypso Produções                | —                 | - : 900.000+   | - : 3× Diamante |
| Banda Calypso pelo Brasil                        | - Lançamento: 9 de setembro de 2006 - Formato(s): DVD - Gravadora(s): Calypso Produções, MD Music  | —                 | - : 1.600.000+ | - : 5× Diamante |
| Ao Vivo em Goiânia                               | - Lançamento: 10 de novembro de 2007 - Formato(s): DVD - Gravadora(s): Calypso Produções, MD Music | —                 | - : 300.000+   |                 |
| 10 Anos                                          | - Lançamento: 15 de março de 2010 - Formato(s): DVD - Gravadora(s): Som Livre                      | 15                | - : 70.000+    | - PMB: Platina  |
| Banda Calypso em Angola                          | - Lançamento: 11 de maio de 2012 - Formato(s): DVD - Gravadora(s): Radar Records                   | —                 |                |                 |
| Ao Vivo no Distrito Federal                      | - Lançamento: 5 de dezembro de 2013 - Formato(s): DVD - Gravadora(s): Radar Records                | —                 |                |                 |
| 15 Anos                                          | - Lançamento: 5 de junho de 2015 - Formato(s): DVD - Gravadora(s): Radar Records                   | —                 |                |                 |
| "—" denota títulos que não entraram nas paradas. | |                   |                |                 |

### Coletâneas musicais
| Álbum                                            | Detalhes                                                                            | Melhores posições | Vendas      | Certificações  |
| Álbum                                            | Detalhes                                                                            | BRA Anual         | Vendas      | Certificações  |
| ------------------------------------------------ | ----------------------------------------------------------------------------------- | ----------------- | ----------- | -------------- |
| 100%                                             | - Lançamento: 9 de maio de 2007 - Formato(s): DVD - Gravadora(s): Som Livre         | 10                | - : 50.000+ | - PMB: Platina |
| O Melhor da Banda Calypso                        | - Lançamento: 31 de outubro de 2013 - Formato(s): DVD - Gravadora(s): Radar Records | —                 |             |                |
| "—" denota títulos que não entraram nas paradas. |                                                                                     |                   |             |                |

### Promocionais
| Álbum              | detalhes                                                                                             |
| ------------------ | --- |
| Ao Vivo em Caruaru | - Lançamento: 2009 - Formato(s): DVD - Gravadora(s): Calypso Produções                               |
| No Olympia         | - Lançamento: janeiro de 2022 - Formato(s): streaming, download digital - Gravadora(s): Indenpedente |

## Vídeos musicais

### Como artista principal
| Canção                                                             | Ano  | Diretor(es)       |
| ------------------------------------------------------------------ | ---- | ----------------- |
| "Dançando Calypso"                                                 | 2002 | —                 |
| "Imagino"                                                          | 2005 | Flávio Goldemberg |
| "Isso É Calypso"                                                   | 2005 | —                 |
| "Pará Belém"                                                       | 2006 | —                 |
| "Calypso pelo Brasil"                                              | 2006 | Christian Valente |
| "Nessa Balada"                                                     | 2007 | Christian Valente |
| "Com Você Onde Sua Vida For"                                       | 2010 | —                 |
| "Agradeço Esse Amor"                                               | 2011 | Ricardo Santos    |
| "Meu Encanto"                                                      | 2011 | Ricardo Santos    |
| "Não Posso Negar Que Te Amo" (com participação de Reginaldo Rossi) | 2011 | Ricardo Santos    |
| "O Que É Que Adianta?"                                             | 2012 | Ricardo Santos    |
| "Me Beija Agora"                                                   | 2013 | Caco Souza        |
| "Perdiste el Trono"                                                | 2013 | Caco Souza        |

### Como artista convidado
| Título              | Ano  | Artista principal | Diretor(es) |
| ------------------- | ---- | ----------------- | ----------- |
| "Por Que Choras?"   | 2005 | Bruno & Marrone   | —           |
| "Pássaros Noturnos" | 2007 | Zé Ramalho        | —           |